# V605 Aquilae
V605 Aquilae, sita nella costellazione dell'Aquila, è la stella centrale variabile della nebulosa planetaria Abell 58. È una stella ricca di carbonio e insolitamente carente di idrogeno. 

## Storia delle osservazioni
V605 Aquilae fu registrata per la prima volta come nova nel 1919, ma si rivelò essere una variabile molto inconsueta. 
Il suo picco di luminosità è stato misurato a magnitudine 10,4. Lo studio di fotografie precedenti ha mostrato che era di magnitudine 15 o più debole fino al 1918, quando si illuminò fino alla dodicesima magnitudine. Rimase all'undicesima magnitudine o più luminosa per oltre un anno, prima di svanire dalla vista. Poi si illuminò alla dodicesima magnitudine alla fine del 1921 e di nuovo nel 1923, prima di scomparire ancora. Il tipo spettrale al momento delle esplosioni era R0, una stella di carbonio fredda carente di idrogeno simile ad alcune stelle R Coronae Borealis (RCB). 
V605 Aquilae è stata successivamente rilevata più volte a magnitudini 18-20, ma è probabile che queste siano state rilevazioni solo di un piccolo nodo di nebulosità che circonda la posizione della stella. Le immagini di Hubble mostrano che la stella stessa era più debole della magnitudine 23, sebbene la nebulosità fosse un oggetto infrarosso irregolare luminoso di 2,5" di diametro. Si sospetta che la stella fosse ancora luminosa ma in gran parte nascosta dalla densa nebulosa. 
Sebbene la stella non possa essere rilevata direttamente, la luce diffusa ha mostrato un tipo spettrale [WC4], molto diverso dallo spettro alla massima luminosità. 
Nel 2013, la stella centrale è stata rilevata a magnitudine 20,2, con una stima di quattro magnitudini di attenuazione. Il tipo spettrale è ora [WC4], un oggetto privo di idrogeno, ricco di elio e carbonio con forti linee di emissione. 
Nel 1921, si stima che la superficie fosse composta per il 98% da elio e 1% di carbonio, tipico di una stella RCB. Nel 2006, le abbondanze sono state misurate pari al 55% di elio, il 45% di carbonio e il 5% di ossigeno, tipico di una stella WC. I dati sono molto insoliti, rispetto alla maggior parte delle stelle che sono composte principalmente da idrogeno. 
A partire dal 1970 circa, la temperatura ha iniziato ad aumentare e ora supera i 90000 K. Si ritiene che sia una stella nata di nuovo, una stella post ramo asintotico delle giganti che ha avuto un impulso termico ultratardivo e ha ripreso le reazioni di fusione. 
Una spiegazione alternativa è che l'esplosione sia stata di una nova derivata da una nana bianca al neon-ossigeno. Per spiegare le difficoltà con la teoria della nova, è stata proposta una fusione tra una nana bianca e una normale stella compagna. 
V605 Aquilae è al centro di una nebulosa planetaria e si ritiene che sia l'origine della nebulosa stessa. La nebulosa planetaria visibile è approssimativamente sferica e molto più antica dell'esplosione del 1919, che avrebbe dato luogo ad una nebulosa molto più piccola e non sferica. 
La sagoma può essere costituita da un disco più una nebulosa bipolare o un toro contenente una banda di polvere. La banda o il disco oscura quasi interamente la stella centrale. Il confronto tra i cambiamenti della dimensione angolare della nebulosa e le sue velocità radiali suggerisce una distanza di 4600 pc. 